# Two International Place
Two International Place es un rascacielos posmoderno en el distrito financiero de la ciudad de Boston, en el estado de Massachusetts (Estados Unidos). El sitio está ubicado en un sitio anteriormente conocido como Fort Hill. Está ubicado a unas cuadras del North End, el paseo marítimo, la Estación Sur, Downtown Crossing y el Palacio de Justicia Federal. El edificio fue diseñado por Johnson / Burgee Architects, cuyos directores son Philip Johnson y John Burgee, y se completó en 1992. Es el undécimo edificio más alto de Boston, con una altura de 164 m.

## Diseño
Consta de una torre de 36 pisos y un anexo de 13 pisos. Es una de las torres en un complejo de cinco estructuras, ancladas por dos torres. Las fachadas están construidas con paneles de granito rosa sin pulir con marcos de aluminio perforado y aberturas de ventanas fijas en el lugar. Las ventanas son una versión de las ventanas tripartitas, pero cuyas lunetas, o partes arqueadas, son falsas. Una parte de ambas torres consiste en un sistema de muro cortina con marco de aluminio con una combinación de vidrio de visión reflectante y vidrio enjuta. Los accesorios de iluminación clásicos elaborados se encuentran en el exterior. La corona del edificio consiste en una pirámide de base octogonal rodeada por un anillo que se eleva desde la torre y parcialmente hacia la pirámide. Esta corona se ilumina por la noche.
El patio, ubicado en el centro del complejo, cuenta con una fuente de lluvia y ofrece un área de tiendas y cafés de 2.300 m² con restaurantes, tiendas y servicios comerciales. Este une todos los edificios del complejo. Las áreas del vestíbulo cuentan con mármol y granito importados distintivos de España, Italia y África. El interior minimiza las columnas, lo que mejora enormemente la eficiencia del espacio y brinda a los lugares de trabajo vistas panorámicas. Hay un estacionamiento subterráneo seguro con más de 800 espacios. Hay 38 elevadores de pasajeros de alta velocidad y cuatro elevadores de carga.